# USS LST-174
O USS LST-174 foi um navio de guerra norte-americano da classe LST que operou durante a Segunda Guerra Mundial.